# Josefine, die Sängerin oder Das Volk der Mäuse
Josefine, die Sängerin oder Das Volk der Mäuse ist Franz Kafkas letztes Werk und eine von vier Erzählungen aus seinem 1924 erschienenen Sammelband Ein Hungerkünstler.

## Zusammenfassung
Es ist die Geschichte von der als Sängerin auftretenden Maus Josefine und dem Mäusevolk. Josefines Singen ist aber eher ein leises Pfeifen, das eigentlich auch jede andere Maus aus dem Volk von sich gibt oder geben kann. Dennoch ist ihre Kunst öffentlich unumstritten. Manchmal – nur unter sich – gestehen sich ihre Zuhörer die Wahrheit über Josefines angebliche Kunst ein.
Trotzdem hat aber ihr Gesang, vorgetragen im Habitus einer Diva, eine große Wirkung auf das Mäusevolk, da im Rahmen solcher musikalischen Anlässe das Zusammengehörigkeitsgefühl auf seltsame Weise gestärkt wird. Das Mäusevolk braucht die Konzerte als eine Art Ruhepunkt, denn sein Dasein ist vielfältig bedroht. Zwar ist durch die große Zahl von Nachkommen sein Fortbestand gewährleistet, aber durch die fortwährend nachdrängenden neuen Generationen erhält seine Existenz auch etwas Beliebiges.
Josefine ist von der Bedeutung ihrer Persönlichkeit überzeugt, entwickelt allmählich kleine Starallüren und möchte schließlich für ihre Sangeskunst von jeder sonstigen Arbeit freigestellt werden. Als ihr dies jedoch von der Allgemeinheit nicht zugestanden wird, weigert sie sich immer öfter zu singen, zieht sich zurück und verschwindet letztlich ganz aus dem Blick- bzw. Hörfeld. Der Erzähler, selbst ein Vertreter des Mäusevolkes, beendet die Geschichte mit den Sätzen: „Vielleicht werden wir […] gar nicht sehr viel entbehren. Josephine aber, erlöst von der irdischen Plage, die aber ihrer Meinung nach Auserwählten bereitet ist, wird fröhlich sich verlieren in der zahllosen Menge der Helden unseres Volkes, und bald, da wir keine Geschichte treiben, in gesteigerter Erlösung vergessen sein wie all ihre Brüder.“

## Deutungsansätze
- Der Text behandelt (ähnlich wie Der Hungerkünstler) das Verhältnis vom Künstler zum Publikum. Er ist damit auch eine Reflexion Kafkas über sein eigenes Künstlertum.[2] Obwohl man zunächst nicht glauben mag, dass Kafka sich selbst in der Person dieser skurrilen, unsympathischen Sängerin Josefine darstellt, sind doch deutliche Bezüge vorhanden. So war z. B. der Wunsch, von der sonstigen Arbeit freigestellt zu werden, um sich ganz der Kunst widmen zu können, auch ein großes Problem in Kafkas Leben.
- Die Erzählung wird nicht aus der Sicht der Sängerin, sondern der des Mäusevolkes, also des Publikums, vorgetragen. Gegen das Volk mit seinem schweren Leben erscheint die Sängerin von realitätsferner Primadonnenhaftigkeit, sodass sich der Leser in der Frage der Arbeitsbefreiung mit der Sicht des Mäusevolkes identifizieren wird.
- Kafka hat sich von 1921 an intensiv mit den Schriften des zeitgenössischen jüdischen Satirikers Karl Kraus beschäftigt. Die Erzählung wird daher auch als allegorische Darstellung der Wechselbeziehung zwischen Karl Kraus und seinem vorwiegend jüdischen Publikum gedeutet.[3] Im unvollkommenen Pfeifen könnte die jüdische Sprechweise des Mauschelns thematisiert sein. Das Pfeifen Josefines, d. h. ihre Mäusesprache wäre demnach ein Mauscheldeutsch.

- Josefines Gesang vermittelt – unabhängig von ihrer eigenen Absichten – ein starkes Gefühl von Schutz, Geborgenheit und Ruhe, das diesem unruhig huschenden, von seinem enormen Fortpflanzungstrieb ebenso vorangetriebenen wie gefährdeten Mäusevolk ein großes Bedürfnis ist: „Dieses Pfeifen, das sich erhebt, wo allen anderen Schweigen auferlegt ist, kommt fast wie eine Botschaft des Volkes zu dem einzelnen; das dünne Pfeifen Josefinens mitten in den schweren Entscheidungen ist fast wie die armselige Existenz unseres Volkes mitten im Tumult der feindlichen Welt. Josefine behauptet sich, dieses Nichts an Stimme, dieses Nichts an Leistung behauptet sich und schafft sich den Weg zu uns, es tut wohl, daran zu denken.“ – Hier wird ein deutlicher Bezug hergestellt zum jüdischen Volk mit seinen harten Lebensbedingungen und seinem Schicksal, in aller Welt verstreut zu sein,[2] und dem künstlerischen Schaffen wird als wiedervereinigender Kraft eine große positive Wirkung zugeschrieben.

## Biografischer Hintergrund
Josefine war das letzte Werk Kafkas, das er im März 1924 abschloss, bevor ihm seine voranschreitende Krankheit das Schreiben unmöglich machte und er am 3. Juni 1924 starb. Ironisch sieht er auf sich und seinesgleichen, auf den Künstler mit seinen kapriziösen Befindlichkeiten und seiner Abgrenzung vom „Normalmenschen“. In Josefines Ende – „erlöst von Plagen … fröhlich sich verlierend“ – dürfte er auch sein eigenes nahendes Ende gesehen haben.

## Rezeption
- B. v. Jagow, O. Jahraus (S. 534): „Zu Kafkas Inszenierungen gehört aber immer auch das Paradox: Deshalb ist Josefine eine Sängerin und stellt die Ausnahme des sonst unmusikalischen und kunstlosen Volkes dar. Sie ist eigentümlich, wie alle Protagonisten Kafkas, und sie stellt das Außerordentliche und in diesem Sinn Höchstindividuelle dar. Diesem Individuum ist das Kollektiv entgegengesetzt, aus einem Wir und einem Ich-Erzähler bestehend.“

## Ausgaben
- Josefine, die Sängerin. In: Prager Presse Nr. 110, 20. April 1924. [Erster Druck]
- Franz Kafka: Ein Hungerkünstler. Vier Geschichten. Verlag Die Schmiede, Berlin 1924. [Erstausgabe]
- Franz Kafka: Sämtliche Erzählungen. Herausgegeben von Paul Raabe. Fischer-Taschenbuch-Verlag, Frankfurt/Main 1970, ISBN 3-596-21078-X.
- Franz Kafka: Drucke zu Lebzeiten. Herausgegeben von Wolf Kittler, Hans-Gerd Koch und Gerhard Neumann. Fischer Verlag, Frankfurt/Main 1996, S. 350–377.
- Franz Kafka: Josefine, die Sängerin oder das Volk der Mäuse. Mit einem Vorwort von Michael Stavaric und Radierungen von Michaela Weiss. Verlag Bibliothek der Provinz, Wien 2016, ISBN 978-3-99028-475-9

## Sekundärliteratur
- Peter-André Alt: Franz Kafka: Der ewige Sohn. Eine Biographie. München 2005, ISBN 3-406-53441-4.
- Bernd Auerochs: Ein Hungerkünstler. Vier Geschichten. In: Manfred Engel, Bernd Auerochs (Hrsg.): Kafka-Handbuch. Leben – Werk – Wirkung. Stuttgart / Weimar 2010, ISBN 978-3-476-02167-0, S. 318–329, bes. 323–327.
- Manfred Engel: Zu Kafkas Kunst- und Literaturtheorie. In: Manfred Engel, Bernd Auerochs (Hrsg.): Kafka-Handbuch. Leben – Werk – Wirkung. Stuttgart / Weimar 2010, ISBN 978-3-476-02167-0, S. 483–498, bes. 493–496.
- Cerstin Urban: Franz Kafka: Erzählungen I. (Königs Erläuterungen und Materialien, Bd. 279). Hollfeld 2005, ISBN 978-3-8044-1726-7.
- Wendelin Schmidt-Dengler, Norbert Winkler: Die Vielfalt in Kafkas Leben und Werk. Vitalis, 2005, ISBN 3-89919-066-1.
- Bettina von Jagow, Oliver Jahraus: Kafka-Handbuch Leben-Werk-Wirkung. Vandenhoeck & Ruprecht, 2008, ISBN 978-3-525-20852-6.
- Marcel Krings: Franz Kafka: Der 'Hungerkünstler'-Zyklus und die kleine Prosa von 1920–1924. Spätwerk – Judentum – Kunst. Heidelberg, Winter 2022, ISBN 978-3-8253-4940-0.